# Louis Neureuther
Pour les articles homonymes, voir Neureuther.
Louis Neureuther est un entraîneur de football.

## Carrière
Il est entraîneur du RC Strasbourg pendant une saison de juin 1932 à juin 1933. Il remporte le titre de champion de France militaire en 1933 avec le RCS.